# LOS40 Music Awards
LOS40 Music Awards (conhecidos anteriormente como Premios Los 40 Principales) são os prêmios anualmente concedidos à personalidades da música pela rádio espanhola Los 40 Principales. Foram criados no ano de 2006 pelo motivo da celebração dos quadragésimo aniversário da fundação da cadeia radiofônica Los 40 Principales a nível mundial. Os prêmios são entregues em uma festa de gala, cujos fundos nela arrecadados são destinados a filantropia. Os prêmios principais são escolhidos por votação popular entre os ouvintes de uma cadeia na Espanha e oito países da América Latina.
Os artistas recordistas em prêmios são El Canto Del Loco, premiados oito vezes; Shakira, com cinco prêmios; e Juanes, vencedor de quatro prêmios. Entre os ganhadores de destaque ainda se encontram Cher, Lady Gaga, The Black Eyed Peas, Coldplay, Alejandro Sanz e Ricky Martin, entre outros.